# Amazon Prime

Logo služby Prime

Amazon Prime je placená videotéka filmů online od společnosti Amazon. Za měsíční předplatné nabízí přístup do videotéky, kde najdou uživatelé vybrané filmy a seriály. Služba je dostupná také v České republice.

## Historie
V roce 2006 spustil Amazon původně pod názvem Amazon Unbox první verzi videotéky, kam zařadil digitální verze vybraných filmů, které již nabízel k prodeji na DVD nebo Blu-Ray. Později spojil tuto službu se svým dalším produktem Amazon Prime, který za předplatné nabízel uživatelům služby jako expresní doručování zásilek nebo úložiště fotografií.
V roce 2011 koupil Amazon společnost Lovefilm, která provozovala podobnou videotéku ve Velké Británii, Německu a Rakousku a po určitou dobu také ve Švédsku, Dánsku a Norsku. Lovefilm se postupem času spojil s Amazon Prime ve všech zemích.
Koncem roku 2016 spustil tuto službu celosvětově pod názvem Prime Video, nabídka je dostupná na adrese www.primevideo.com pro většinu zemí světa s výjimkou Číny, Sýrie, Severní Koreje a Íránu.

## Prime Video

Logo služby Prime Video

Je filmová a seriálová streamovací služba spuštěná dne 7. září 2006 ve Spojených státech. Prime Video je dostupné celosvětově kromě kontinentální Číny, Íránu, Severní Korey a Sýrie. Služba je součástí předplatného Amazon Prime. Ve Spojeném království, USA, Německu, Švédsku a Rakousku lze službu předplatit samostatně.

## Amazon Originals
Podobně jako Netflix či HBO má ve své videotéce Amazon Prime Video nejen přejaté filmy a seriály, ale také své původní tituly, které produkuje pod značkou Amazon Originals. Mezi nejznámější patří The Grand Tour nebo The Man in the High Castle.

## Amazon Prime v Česku
Nabídka titulů v České republice je podobná jako v dalších nových státech, které spustil Amazon koncem roku 2016 a obsahuje zhruba 750 titulů, které se skládají ze starších filmů a seriálů a také několika novinek Amazon Originals. Českou podporu má několik známých seriálů jako Fear the Walking Dead, Into the Badlands nebo Mr. Robot, celkový počet titulů, které mají český dabing nebo české titulky, je zhruba 40. Během léta 2018 začal Amazon Prime nabízet také české filmy, první byly Láska je láska a 7 dní hříchů.